# Mecistoptera nycteropis
Mecistoptera nycteropis là một loài bướm đêm trong họ Erebidae.